# Иайто

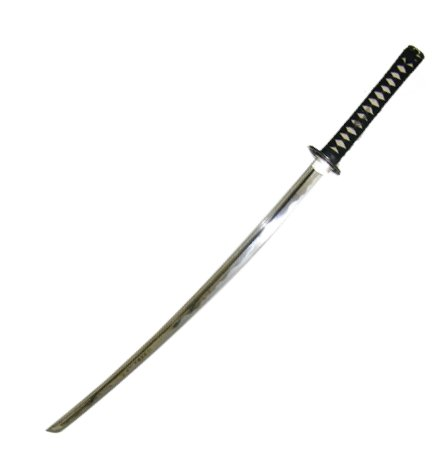
Иайто

Иайто (居合刀, иайто:) — японский тренировочный меч для иайдо. Большинство иайто изготавливаются из сплава алюминия и цинка, который зачастую дешевле и легче стали и соответствует японским ограничениям на использование его как холодного оружия, также такие мечи не подпадают под ограничения на перевозку холодного оружия. Иайто изготавливаются как оружие для упражнений и не подходят для контактного использования. Подбор длины и веса иайто относительно роста и силы ученика крайне важен для безопасного и правильного выполнения упражнений.

При изготовлении иайто за модель часто берутся реальные мечи известных мастеров меча, как например меч Миямото Мусаси.

Другое название — могито (яп. 模擬刀 могито:, «имитационный меч»). Следует различать могито, изготовленные для иайдо, и могито — сувенирные поделки. Сувенирные мечи в основном не сбалансированы, и их детали плохо закреплены. Использование последнего вида могито для тренировок может привести к травмам.